# جون كولينز (مدير أمريكي)
جون كولينز (بالإنجليزية: John Collins)‏ هو مدير أمريكي، ولد في 27 نوفمبر 1961.